# 한밭중학교
한밭중학교(한밭中學校)는 대한민국 대전광역시 동구 삼성동에 있는 공립 중학교이다.

## 학교 연혁
- 1951년 8월 31일 : 한밭중학교 설립인가
- 1951년 9월 24일 : 개교
- 1951년 9월 24일 : 입학식
- 2024년 1월 4일 : 제73회 졸업식(35명, 총 28,762명)
- 2024년 3월 1일 : 제28대 민문기 교장 취임
- 2024년 3월 4일 : 2024학년도 입학(32명)

## 참고 자료
- 한밭중학교 - 한국교육학술정보원 학교알리미